# Юркевичский сельсовет
Юркевичский сельсовет — административная единица на территории Житковичского района Гомельской области Республики Беларусь. Административная единица — деревня Юркевичи.

## Состав
Юркевичский сельсовет включает 8 населённых пунктов:
- Белое — деревня
- Боровая — деревня
- Гулевичи — деревня
- Лагвощи — деревня
- Озёрный — агрогородок
- Песчаники — деревня
- Подвостье — деревня
- Юркевичи — деревня